# Estación de Denfert-Rochereau
La estación de Denfert-Rochereau es una estación ferroviaria de la línea B del RER (Réseau Express Régional ) situada en el 14º distrito de París. Es una de las primeras estaciones de ferrocarril de Francia.
Ofrece conexiones con las líneas 4 y 6 del metro de París.

## Historia
La estación de Paris-d'Enfer fue inaugurada el 7 de junio de 1846 por los Duques de Nemours y de Montpensier, que representaban a su padre, el rey Luis Felipe, con la puesta en marcha de la línea de Sceaux configurándose como el terminal parisino de la misma. Es por ello la más antigua de las estaciones de la ciudad.
El edificio de la estación, que se había construido años antes, tenía una forma circular y un bucle de retorno para los trenes de la línea de Sceaux adaptado al sistema "Arnoux", apellido de su inventor, basado en unos trenes de vía ancha con ejes articulados pensados para poder curvas de escaso radio. Sin embargo, dicho sistema fue abandonado a finales del siglo XIX porque era muy incómodo y los trenes construidos para la ocasión exigían un ancho de vía de 1750 mm, muy superior al estándar de 1435 mm.
Adaptada a un ancho de vía convencional, a línea fue prolongada hasta la estación de Luxembourg en 1895 creando de paso la estación de Port-Royal. Fue en ese momento cuando la estación adquirió su nombre actual. La línea fue explotada por la Compañía de Ferrocarriles de París a Orleans hasta 1937, momento en que fue transferida a la Compañía del Metropolitano de París, que en 1948 se convirtió en la actual RATP. 
En 1977, pasó a integrarse en la línea B del RER ampliándose hacia el norte y enlazando con la red ferroviaria de la SNCF en la estación de París Norte.

## Descripción
El edificio está constituido por un edificio central que rodean otras dos estructuras circulares. La fachada principal dotada de tres grandes arcos está decorada con un frontón alegórico dedicado al ferrocarril con un reloj en su parte central. Gran parte del edificio está catalogado como Monumento Histórico desde 1996.
Los dos andenes laterales y las dos vías se sitúan en una trinchera, en un claro desnivel para facilitar a los trenes el acceso al túnel que les lleva hasta el centro de París.